# Places (album de Lou Doillon)
Pour les articles homonymes, voir Places.
Places est le premier album de la chanteuse française Lou Doillon, sorti le 3 septembre 2012. Il enregistre près de 200 000 ventes à son actif.

## Titres
| 1.    | ICU                   | 4:04 |
| 2.    | Devil or Angel        | 4:05 |
| 3.    | One Day After Another | 3:51 |
| 4.    | Defiant               | 3:16 |
| 5.    | Same Old Game         | 2:49 |
| 6.    | Jealousy              | 2:53 |
| 7.    | Make A Sound          | 2:47 |
| 8.    | Hushaby               | 3:35 |
| 9.    | Questions and Answers | 3:41 |
| 10.   | Places                | 4:11 |
| 11.   | Real Smart            | 5:03 |
| 40:16 |                       |      |

## Distinction
- Victoires de la musique 2013 : nomination pour la Victoire de l'album rock